# Lago Misterioso
El lago Misterioso es un cuerpo de agua superficial léntico perteneciente a la cuenca del río Aysén y está ubicado a 25 km al noeste de Coyhaique en la Región de Aysén.

## Ubicación y descripción
Este lago aparece, según la posición en el mapa de ubicación, en la sección del mapa del IGM de 1953 de forma elongada de este a oeste entre el río Norte y el cerro Negro Boscoso.

## Hidrografía
En el mapa del IGM de 1953, el lago no tiene desagüe aparente.

## Población, economía y ecología
SERNATUR la describe como:: 171 
Es un lago de pampa muy apetecido por los pescadores con mosca, ya que se pueden extraer truchas marrones de tamaño medio. En los alrededores del lago existen pequeños bosques donde se pueden divisar ciervos, águilas, liebres y zorros.